# Kálfr Árnason
Kálfr Árnason, in norvegese odierno Kalv Arnesson (990 circa – 1051), è stato un capo norvegese dell'XI secolo che rivestì un ruolo rilevante nella sconfitta di Olaf II di Norvegia e nell'ascesa al trono di suo figlio Magnus I di Norvegia.

## Il capo
Kálfr Árnason nacque attorno al 990 da Árni Arnmódsson o Armódsson e Þora Þorsteinsdóttir, uno dei suoi fratelli era Finn Arnesson le cui figlie contrassero importanti matrimoni nella nobiltà norvegese.
Nei decenni del 1020 e 1030 egli era divenuto uno dei più importanti capiclan norvegesi, si era sposato con da Sigrid Toresdatter, una delle figlie di Thorir Hund, mentre sua sorella Ragnhild aveva sposato un altro capo tribù, iof Tjøtta (965circa-1036).
Secondo le più antiche saghe norvegesi, come l'Ágrip af Nóregskonungasögum Kálfr si era opposto a Olaf II di Norvegia già dal 1016 quando si era consumata la Battaglia di Nesjar, in contrasto a questi racconti Snorri Sturluson nell'Heimskringla racconta di come i due fossero all'inizio stati alleati tanto che il re gli aveva accordato delle terre nella regione di Trøndelag e gli aveva permesso di sposare Sigrid dopo che il primo marito di lei, il pagano Olvir di Egge era stato ucciso. Secondo un'altra saga dell'epoca la Kálfsflokkr dello Scaldo Bjarni gullbrárskáld Kálfr era accanto ad Olaf contro Erling Skjalgsson e solo dopo la morte di questi e la fuga di Olaf nel 1028 Kálfr si recò in Inghilterra a chiedere l'aiuto di Canuto il Grande che, già re d'Inghilterra e Danimarca divenne nel 1028 anche Re di Norvegia.
Due anni dopo Olaf tornò con l'obiettivo di riprendere il regno e secondo i poemi degli scaldi a quel punto trovò in Kálfr uno dei suoi più strenui oppositori, mentre, sempre secondo le saghe, i suoi fratelli restarono fedeli al vecchio re. Lo studioso norvegese Claus Krag (nato 21 aprile 1943) vede nelle scene descritte nell'Heimskringla riguardo a Kálfr ed Olaf degli echi del tradimento che Giuda Iscariota fece ai danni di Gesù. Alla Battaglia di Stiklestad lui, il cognato Hárek e Thorir Hund si misero a capo dell'esercito di rivoltosi che sconfisse e Olaf e l'Heimskringla designa lui, o un eventuale parente dal nome praticamente identico, come uno di coloro che gli inflisse un colpo al collo, una delle tre ferite che gli furono fatali. Secondo un altro scaldo, Sigvatr Þórðarson, furono invece gli altri due a colpire Olaf mortalmente.
Canuto, rimasto al trono, mise come reggente il figlio Svein di Norvegia insieme alla moglie Ælfgifu di Northampton, i due divennero rapidamente impopolari scatenando il risentimento non solo di Kálfr, ma anche di altri che li avevano sostenuti e che, probabilmente, s'aspettavano un maggior tornaconto.
Attorno al 1034 lui ed Einar Thambarskelfir si recarono a Garðaríki per andare a prendere il figlio illegittimo di Olaf, l'undicenne Magnus di Norvegia e l'anno dopo riuscirono a metterlo sul trono come Magnus I di Norvegia.
All'inizio Kálfr fu uno dei più importanti consiglieri del giovane re, ma col tempo i loro rapporti si deteriorarono forse perché voleva essere Einar ad avere un ruolo di maggior rilevanza quale consigliere. Secondo la Heimskringla Einar spinse Magnus a che Kálfr s'incriminasse esplicitamente della morte del padre mostrandogli esattamente dov'era stato ucciso. Allontanatosi Kálfr passò molto tempo in Irlanda e nelle Isole Ebridi, quando Harald III di Norvegia salì al trono gli chiese di tornare, siamo ormai nel 1050, ma solo per chiedergli di andare a combattere in Danimarca dove trovò la morte nel 1051. Alla notizia della morte il fratello Finn accusò Harald di aver trattato il fratello con una certa doppiezza e per questo ruppe del tutto i rapporti con il sovrano.